# Orange County Ironworks
Orange County Ironworks est une compagnie dirigée par Daniel Teutul et qui est membre du Better Business Bureau.
Cette société fabrique de l'acier structural et d'autres matériaux, notamment pour Orange County Choppers.